# Tomis welchi
Tomis welchi es una especie de araña saltarina del género Tomis, familia Salticidae. Fue descrita científicamente por Gertsch & Mulaik en 1936.
Habita en los Estados Unidos.